# USS John Finn (DDG-113)
El USS John Finn (DDG-113) es un destructor de la clase Arleigh Burke en servicio con la Armada de los Estados Unidos. Fue ordenado en 2011, puesto en gradas en 2013, botado en 2015 y asignado en 2017.

## Construcción

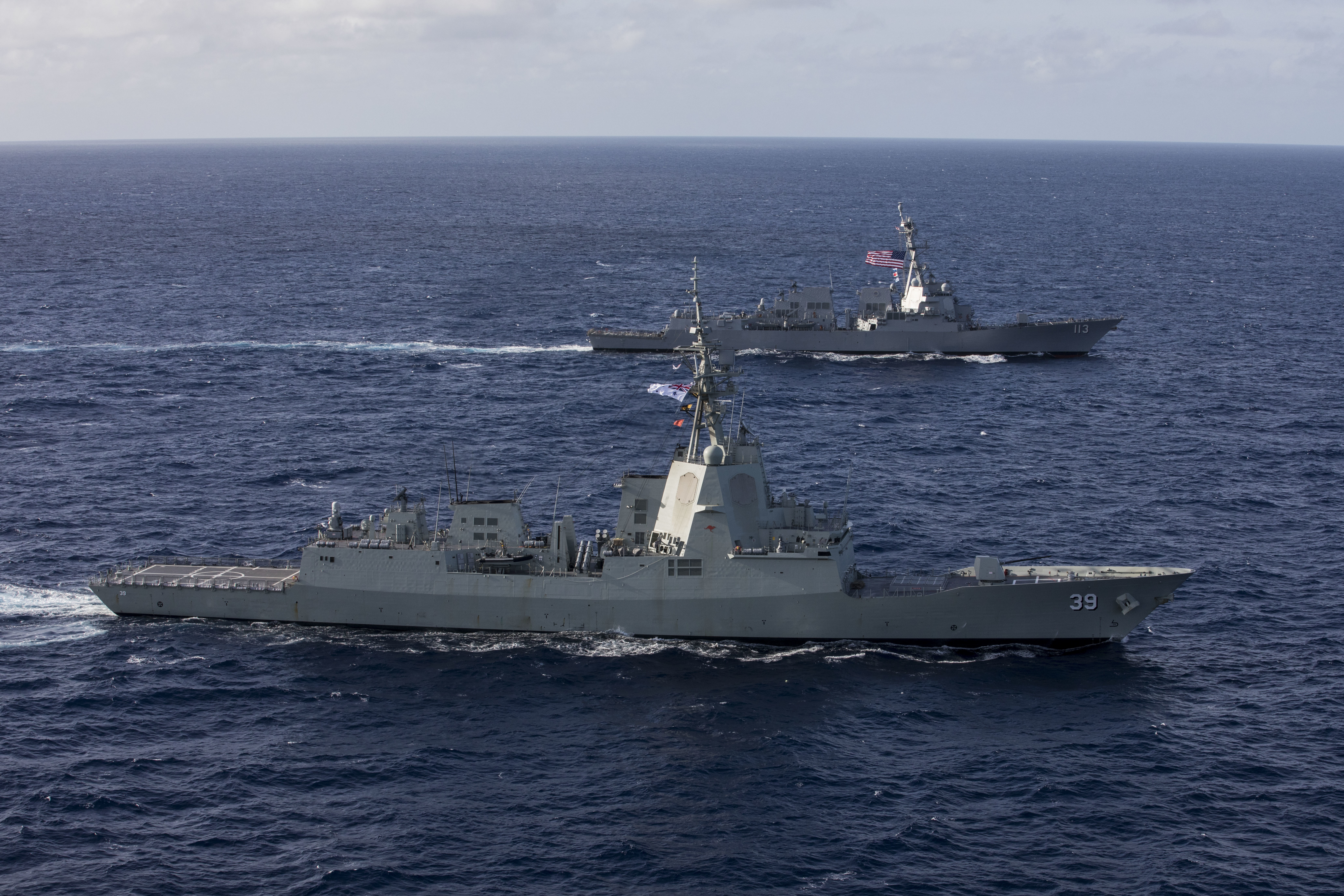
El USS John Finn anvegando con el HMAS Hobart, año 2018.

Autorizada su construcción el 15 de junio de 2011, a cargo del Ingalls Shipbuilding (Pascagoula, Misisipi), fue colocada su quilla el 18 de noviembre de 2013, botado el 28 de marzo de 2015 y asignado el 2 de junio de 2017. Su nombre USS John Finn honra al marinero John W. Finn, condecorado por sus acciones durante el ataque a Pearl Harbor de 1941.

## Historial de servicio
Fue comisionado en 2017 en la base naval de Pearl Harbor, Hawái.
El 17 de noviembre de 2020, como parte de una prueba del Sistema de Defensa contra Misiles Balísticos Aegis, el USS John Finn interceptó con éxito un misil balístico intercontinental (ICBM) utilizando un misil SM-3 Block IIA. El misil objetivo se lanzó desde el sitio de prueba en el atolón Kwajalein y simuló un ataque a Hawai. Esta fue la primera vez que un ICBM fue interceptado con éxito por un SM-3 y la primera vez que un barco de la Marina de los EE. UU. derribó un misil de este tipo.